# Abies alba
L'abete bianco (Abies alba Mill., 1759), detto anche abete comune, abezzo o avezzo, è una pianta tipica delle foreste e delle montagne dell'emisfero boreale.
L'abete bianco è un albero maestoso, slanciato e longevo, e data anche la sua notevole altezza (in media 30 metri, alcuni esemplari possono superare 50 metri), è soprannominato "il principe dei boschi". Il più grande abete bianco d'Europa mai documentato era alto 50 metri e aveva una circonferenza di 4,8 metri. Si trovava a Lavarone, in Trentino (abbattuto il giorno 13 novembre 2017 da una forte raffica di vento), in località Malga Laghetto.

## Morfologia

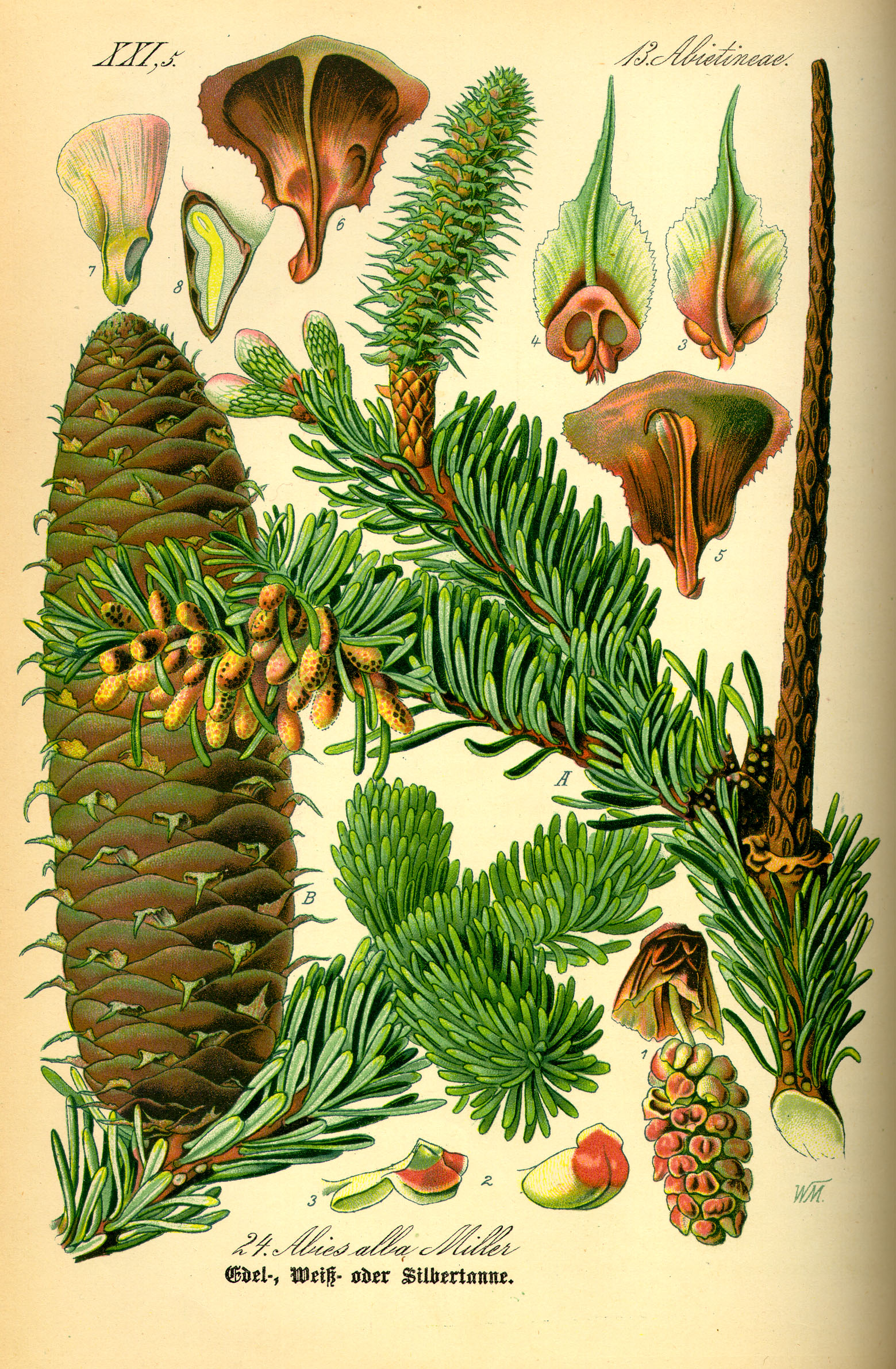
Illustrazione di A.alba

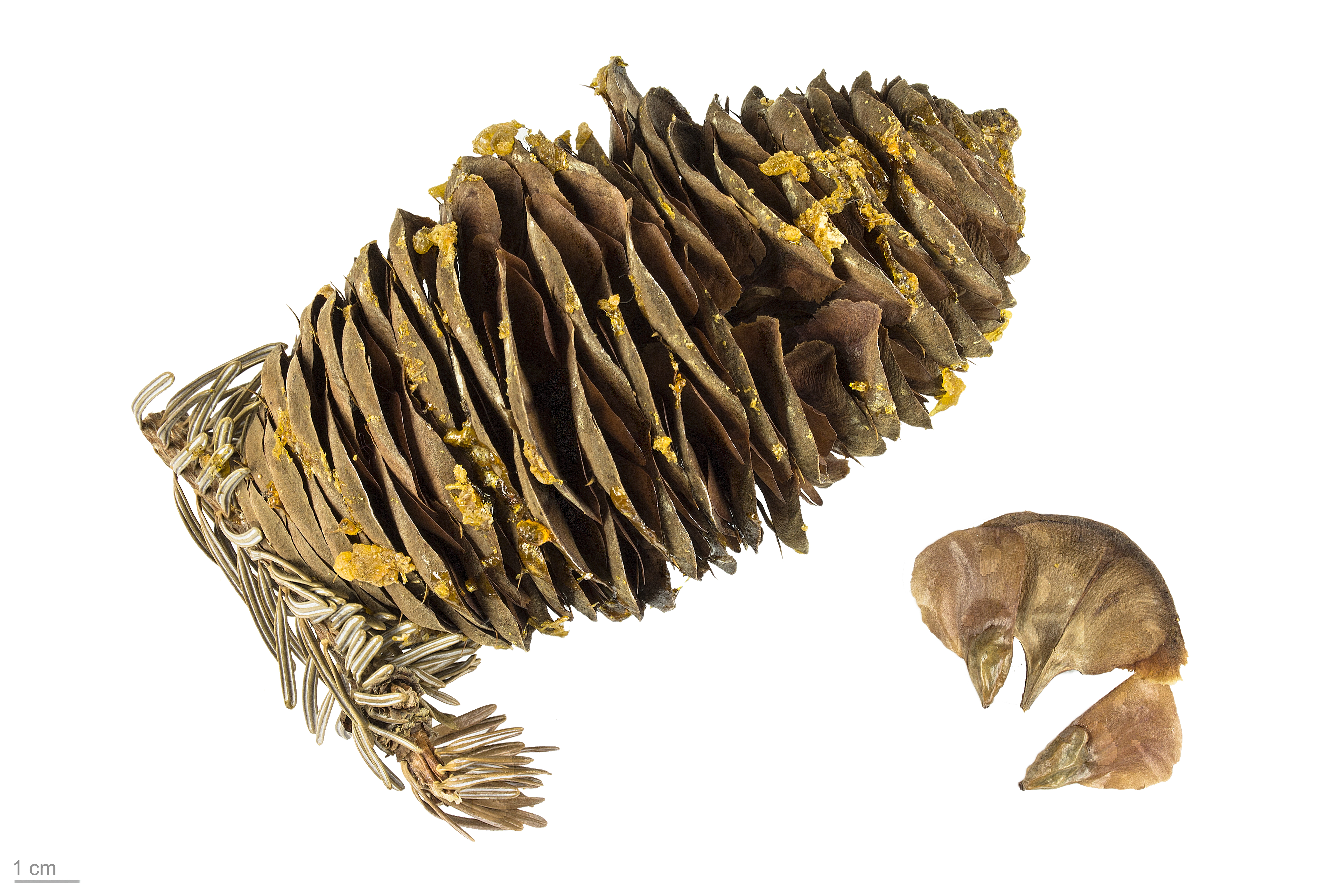
Abies alba

L'abete bianco è un albero sempreverde e monoico (cioè presenta sulla stessa pianta fiori maschili e femminili distinti e separati). È una pianta vascolare (Tracheobionta), con semi (Spermatophyta) contenuti in un cono portato eretto.
Vive ad altitudini comprese fra 500 e 1.900 metri, in alcune zone oltre 2.000 metri e risulta essere un albero molto longevo: può superare i seicento anni d'età.
L'abete bianco è una specie sciafila (cioè che può vivere in zone d'ombra); allo stato di giovane, può restare sotto copertura anche per trent'anni, con conseguente malformazione del fusto, mentre allo stato adulto ha la necessità di vegetare in piena luce.
L'abete bianco ama umidità, terreni freschi e profondi, tipici delle zone ombreggiate e piovose.

### Portamento e dimensioni
L'abete bianco può crescere fino a un'altezza di circa 60 metri, presenta un fusto dritto che può arrivare ad un diametro di 3 metri.
Se la pianta cresce isolata, il fusto si caratterizza fin dalla base dalla presenza di fitti rami, se invece la pianta cresce a contatto con altre piante, il fusto risulta spoglio per gran parte della sua altezza.
La chioma, di colore verde-blu cupo, ha forma piramidale negli esemplari giovani, mentre negli adulti (ossia dopo 60-80 anni) si forma un appiattimento, definito "nido di cicogna", in quanto la punta principale ferma la crescita e i rami sottostanti continuano a svilupparsi fino a formare una specie di conca.
Tale pianta ha una ramificazione molto regolare: i rami principali sono raggruppati in palchi regolari e disposti orizzontalmente e mai penduli (ramificazione simpodiale). I rami secondari sono disposti lungo il tronco seguendo un andamento a spirale.
Il più grande abete bianco d'Europa era l'Aveδòn, un esemplare alto 60 metri e con una circonferenza di circa 10 metri è situato in Val Noana (in Italia, provincia di Trento); un altro esemplare alto 50 metri e con circonferenza di 4,8 metri, si trovava a Lavarone, sempre in Trentino, in località Malga Laghetto, ed era chiamato dalla gente locale Avez del Prinzipe.
Il più grande, tuttora vivente, si trova in Montenegro ed è stato scoperto solo nel 2018 nel Biogradska Gora National Park, dalla Giant tree foundation, che lo ha battezzato col nome di "Doria GTF"; possiede una circonferenza di oltre 7 metri e 10 cm e un'altezza verificata di quasi 60 m. 

### Corteccia
La corteccia, negli esemplari giovani, è liscia, ha un colore bianco-grigio argenteo e presenta delle piccole sacche resinose che, se premute, diffondono odore di trementina; nelle piante più vecchie (oltre i cinquant'anni d'età) la corteccia si ispessisce tendendo a desquamarsi in placche sottili e diventa, partendo dalla base, rugosa, screpolata (fessurata) e di colore tendente al nero.
La corteccia di abete bianco è tra le specie di Abies una delle meno ricche in tannino (solo il 5%).
Tuttavia, a differenza di altre conifere che possiedono un legno resinoso, nell'abete bianco il legno ne è poco ricco mentre nella corteccia sono presenti delle sacche da cui è possibile estrarre la trementina.

### Foglie

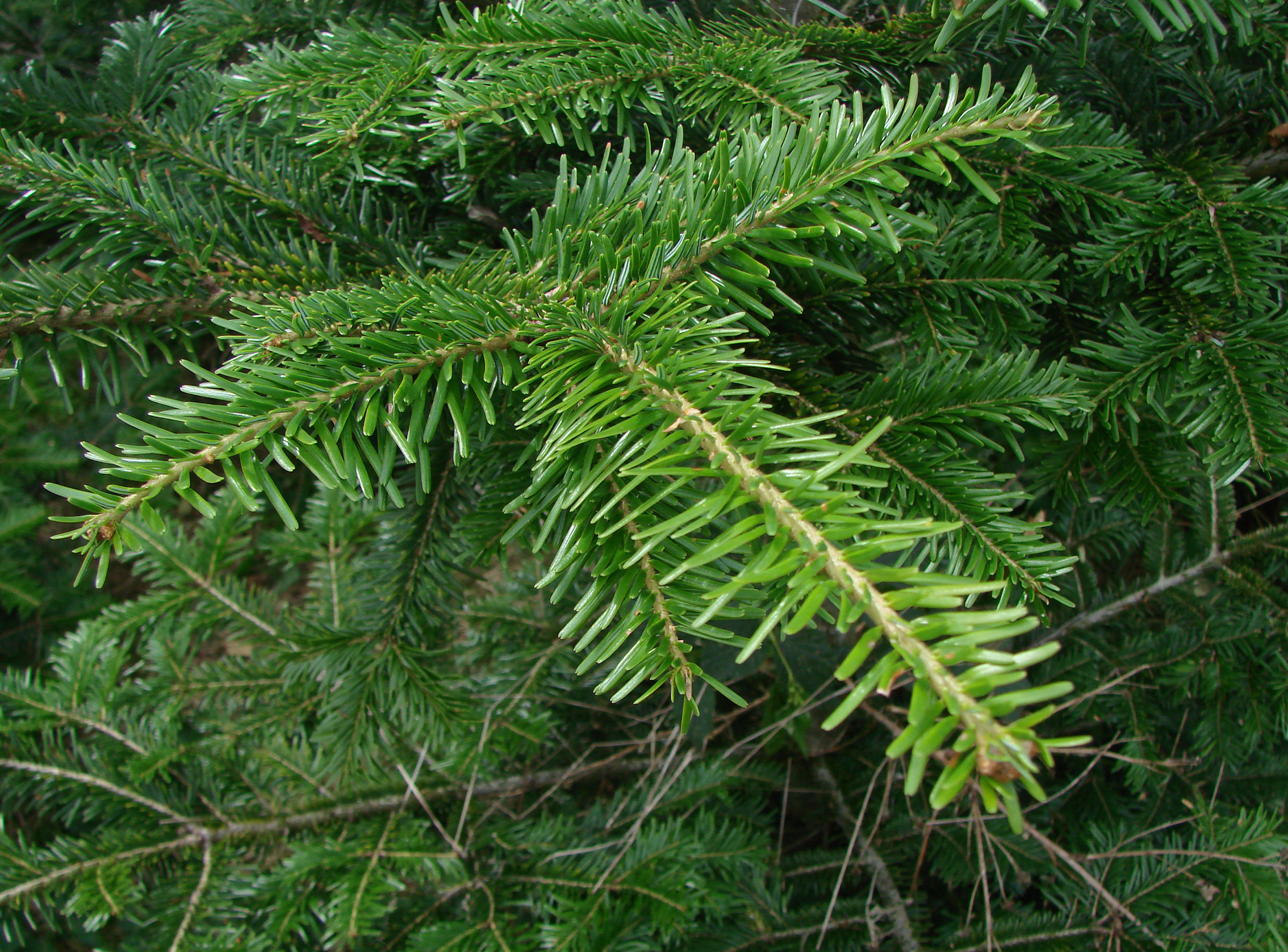
Particolare di un rametto di abete bianco. Notare la disposizione a "pettine" e come gli aghi degli abeti siano solitari e inseriti singolarmente nei rami, particolare che li differenzia dai pini che hanno, invece, aghi riuniti in gruppetti.

Le foglie sono persistenti (8-10 anni) e costituite da aghi appiattiti, rigidi e inseriti singolarmente e separatamente sui rametti, secondo una disposizione a pettine (cioè come i denti di un doppio pettine).
Gli aghi sono lunghi circa 1,5–3 cm e larghi 1,5–2 mm, leggermente ristretti alla base, con la punta arrotondata non pungente e i margini lisci.
La pagina superiore, di colore verde scuro, è lucida, mentre quella inferiore presenta due caratteristiche linee parallele biancastre-azzurrognole, dette bande stomatifere, che presentano 6-8 file di stomi e canali resiniferi marginali.
Altra caratteristica tipica di questa specie sono i rametti coperti da sottili peli di colore bruno chiaro.

### Coni
Alle nostre latitudini la fioritura dell'abete bianco avviene tra maggio e giugno.
Parlare di fioritura delle conifere è in realtà inesatto, dal momento che queste piante sono gimnosperme e non producono fiori come siamo abituati ad intenderli né frutti. Gli organi riproduttivi consistono di sporofilli raggruppati a formare coni o strobili: gli sporofilli maschili (microsporofilli), cui si deve la formazione del polline, sono riuniti in coni maschili o strobili; gli sporofilli femminili (macrosporofilli) portano alla formazione degli ovuli e sono riuniti in coni femminili (le pigne).
- I macrosporofilli si rinvengono nella parte superiore dei rametti del primo anno e nella parte alta della chioma. Sono eretti e formano infiorescenze cilindrico-ovali di colore verde o rosso-violaceo, con squame copritrici più lunghe delle squame ovulifere;
- I microsporofilli fioriscono nella parte centrale e alta della chioma, sono più piccoli e numerosi di quelli femminili, raggruppati sul lato inferiore dei rametti. Hanno forma ovoidale, sono di colore giallastro e presentano due antere che contengono il polline di colore giallo. Il polline viene facilmente trasportato in alto dall'aria calda.

Le strutture comunemente chiamate "pigne" derivano dai coni femminili che possono lignificare e rimanere sui rami. Sono quasi cilindrici, si trovano soprattutto nella parte superiore della chioma e, a differenza dell'abete rosso, sono rivolti verso l'alto.
Formati da squame fitte con brattee sporgenti dentate che proteggono i semi all'interno, gli strobili sono lunghi dai 10 ai 18 cm e larghi 3–5 cm; inizialmente di colore verde, diventano rosso-bruno quando giunti a maturità. A settembre-ottobre gli strobili si sfaldano, le squame cadono una ad una insieme ai semi, lasciando l'asse centrale, detto rachide, nudo sul ramo, dove può rimanere anche diversi anni (tipica caratteristica del genere Abies).
La produzione dei semi è piuttosto tardiva, soprattutto per le piante in bosco in quanto avviene dopo i cinquant'anni; trent'anni, invece, per le piante isolate. Le squame degli strobili hanno consistenza legnosa, variano in numero da 150-200 e ogni squama porta due semi. In totale ogni "pigna" contiene circa una cinquantina di semi fertili.
Questi sono di forma triangolare, lunghi 6–9 mm, di colore giallo-bruno e presentano un'ala 3-4 volte più grande, saldamente attaccata al seme stesso, che gli permette, una volta liberati, di volteggiare in aria.
Dai semi si ricava l'Olio di abete, che trova impiego e con le seguenti caratteristiche:
- numero di Iodio: da 120 a 160
- numero di saponificazione: da 190 a 195
- indice di rifrazione a 40º: 1,472
- numero di Reichert-Meissl: da 1 a 2
- peso specifico: da 0,921 a 0,931

### Radici
L'apparato radicale è inizialmente di tipo fittonante: un'unica grande radice che penetra nel terreno raggiungendo una profondità di circa 1,60 metri che ancora saldamente la pianta al suolo; in seguito si formano alcune radici laterali (ramificazione laterale) che continuano ad accrescersi e ingrossarsi spingendosi, se possibile, in profondità.
L'abete bianco è, per questo, una delle conifere che meglio si ancora al terreno e risulta quindi poco soggetta a sradicamenti.

## Habitat e distribuzione
L'abete bianco vegeta in zone montane, ad altitudini comprese tra i 500 e i 2100 m s.l.m., trovando il suo clima ideale nelle zone a piovosità e umidità atmosferica medio-alte comprese tra i 900 e i 1800 m.
L'abete bianco è una specie sciafila che raramente forma boschi puri (abetine), è invece una componente importante dei boschi misti del piano montano e subalpino, ad esempio può formare estese foreste associandosi al faggio (Fagus sylvatica), albero con il quale condivide esigenze climatiche e pedologiche, mentre a quote subalpine si può trovare associato al larice (Larix decidua) e all'abete rosso (Picea abies), inoltre, nelle Alpi sud-occidentali forma una caratteristica associazione (denominata Rhododendro-Pinetum uncinatae subas. abietosum) con il rododendro rosso (Rhododendron ferrugineum) e con il pino uncinato (Pinus mugo subsp. uncinata).

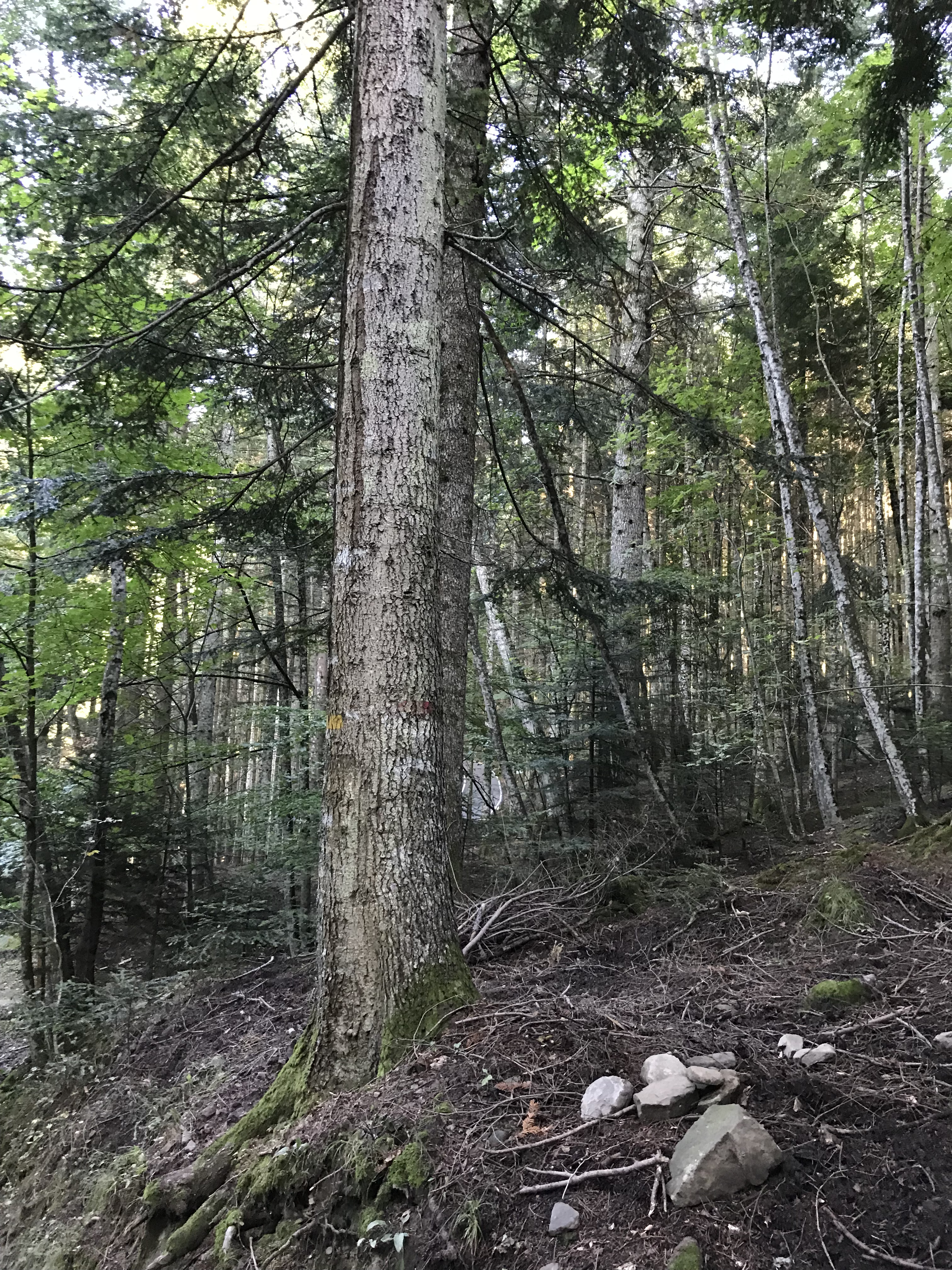
Abete bianco in bosco misto nella Riserva Statale di Vallombrosa (FI)

 L’abete bianco ha un areale europeo ampio ma frazionato, caratterizzato da quattro subareali più o meno collegati tra loro e collocati rispettivamente sui rilievi della Germania centro-meridionale, nei Carpazi, sulle catene montuose della penisola balcanica centro settentrionale e lungo la catena alpino-appenninica.
Il nucleo principale è sicuramente quello centro-europeo, dove si possono trovare bellissime abetine come quella della Selva Nera.
I genotipi presenti in Italia sono costituiti da quelli di origine balcanica nelle Alpi orientali, e nelle Alpi occidentali da quelli di origine alpino-appenninica.
In nord Italia l'abete bianco è presente sulle Alpi, ma in maniera discontinua: è comune nelle Alpi orientali, mentre è poco diffuso (e talvolta assente su ampi tratti) lungo le aree interne dei settori centrale e occidentale della catena alpina, zone nelle quali le condizioni microclimatiche ed ecologiche favoriscono il larice e (in misura minore) l'abete rosso, ritorna invece ad essere frequente nelle Alpi Marittime e nelle Alpi Liguri.

Nell'Appennino settentrionale (in Toscana e in Emilia-Romagna) l'abete bianco è presente sia con nuclei autoctoni di estensione a volte limitata, sia in associazione al faggio, o in foreste vaste e più o meno pure, di origine sia silvicolturale che spontanea;
nell'Appennino Centrale si trova in nuclei naturali sui Monti della Laga, sul Gran Sasso d'Italia e nel bacino del Sangro e Trigno. Sui Monti della Laga è presente nel Bosco della Martese, Valle Castellana, Bosco di Langammella, Abetina di Cortino, Foresta di San Gerbone e Valle della Corte. Sul Gran Sasso nella Foresta demaniale di Incodaro-Campiglione, Nerito, Selva degli Abeti, Valle Siciliana. Nelle valli del Sangro l'Abete si trova nell'Abetina di Castiglione Messer Marino, nell'Abetina di Rosello, a Rioio del Sangro, Borrello, Pescopennataro, Collemeluccio. Artificialmente è stato reintrodotto nel 1600 sul Morrone (Fossa di Pentima di Corfinio), dal 1901 nell'Abetina di Fonte Vetica, nel Fosso Fioio, successivamente, sull'Aremogna, a Scanno, Val Fondillo, sulla Maiella (Lettomanoppello, Pian delle Mele, Grotte del Cavallone), Monti Pizzi, e Monti Carseolani.

Nel Meridione lo si rinviene sia nell'Appennino lucano e sia nell'Appennino calabro: in Basilicata, lo si ritrova nella Riserva regionale Abetina di Laurenzana e nel versante settentrionale Parco nazionale del Pollino, associato al faggio; in Calabria lo si rinviene oltre che in Aspromonte, anche sulla Sila e sulle Serre calabresi. In questa zona è degno di nota il Bosco Archiforo, nel comune di Serra San Bruno, dove sono presenti alcune piante di grandi dimensioni, mentre sulla Sila, specie nei pressi del Gariglione, in provincia di Catanzaro, sono ancora presenti esemplari monumentali.
Le abetine appenniniche, soprattutto quelle toscane, sono, però, da considerare in gran parte non naturali, in quanto sono il risultato di interventi umani di rimboschimento attuati dai granducati e da alcuni ordini monastici oppure sono il prodotto di una selezione, operata all'interno di foreste miste (faggio e abete bianco), che ha favorito la conifera a discapito della latifoglia.
Le zone appenniniche dove tale pianta cresce spontanea sono soprattutto il bosco intorno all'Eremo di Camaldoli, nelle Foreste Casentinesi, e a sud del monte Amiata zone in cui l'abete bianco, seppure autoctono, è stato comunque favorito dai tagli selettivi; assai interessante è infine il bosco formato da abete bianco, in associazione con il pino mugo (Pinus mugo subsp. mugo), che si sviluppa in prossimità della vetta del Monte Nero (1752 m) nell'Appennino Emiliano occidentale e che rappresenta l'estremo lembo relitto di una fitocenosi ad abete bianco e pino mugo, che pare sia stata molto diffusa in tempi preistorici (grossomodo dal 6000 all'800 a.C.) su gran parte dell'Appennino settentrionale e che oggi è attestata da rilievi palinologici.

### Distribuzione in calo
Durante gli ultimi anni l'abete bianco ha subito una diminuzione di numero. Ad esempio, in 15 anni, nell'Altipiano svizzero, l'abete bianco è diminuito di circa l'11% e al 2004 rappresenta solo il 13% degli alberi, cifra decisamente inferiore al 37% del più diffuso abete rosso.
Tale diminuzione è in gran parte dovuta all'azione antropica (cioè dell'uomo) che, nella maggior parte dei casi, ha sfavorito questa conifera a favore di altre piante, in particolar modo del faggio.
Da non sottovalutare anche il taglio delle giovani piante per l'utilizzo come albero di Natale.
Il ritiro dell'areale dell'abete bianco è comunque un fenomeno generalizzato che si registra a partire dagli ultimi 2000 anni. Le cause non sono ancora state accertate, ma sono probabilmente da ricercarsi nelle variazioni climatiche e nell'azione antropica.

## Specie affini
In Sicilia esiste l'abete dei Nebrodi, una specie endemica, un tempo classificata come sottospecie dell'abete bianco, oggi ritenuta, invece, una specie autonoma che potrebbe essersi formata per speciazione durante l'inizio dell'ultimo periodo interglaciale post-wurmiano. È una specie in via di estinzione e, ad oggi, ne esistono solo una trentina di esemplari sulle Madonie, protetti da filo spinato. Si differenzia dall'abete bianco in quanto è più piccolo e compatto, con rami glabri, foglie più corte (9–10 mm) e strobili di circa un quarto più piccoli.
Nell'ambito della regione mediterranea vivono nove specie affini all'abete bianco, solitamente interfertili e poco differenziate fra loro. Fra queste: A. pinsapo marocana che si trova solo in Marocco; A. pinsapo in Spagna; A. numidica in Algeria; il già citato A. nebrodensis in Sicilia; A. cephalonica in Grecia; A. × borisii-regis parte meridionale del Balcani A. equi-trojani in Turchia (nella zona vicino alla città di Troia); A. born-mulleriana e A. cilicica in Turchia.
In totale il genere Abies comprende circa 45-55 specie.

## Usi

### Legno
Il legno dell'abete bianco è leggero, abbastanza tenero, di colore chiaro con venature rossastre; ritenuto qualitativamente inferiore a quello dell'abete rosso, è comunque ampiamente impiegato dalle industrie cartiere per ottenere cellulosa tramite il processo al solfito e nelle falegnamerie, dove viene utilizzato per varie costruzioni sia di interni (arredamenti) che per gli esterni, nonostante sia abbastanza vulnerabile a tarli e agenti atmosferici.
Alcuni vantaggi rispetto al legno dell'abete rosso si possono trovare nel fatto che tale legno non contiene resina, poiché questa è presente solo nella corteccia, una maggiore resistenza e portata statica ed una superiore attitudine all'impregnazione.
Gli svantaggi rispetto all'abete rosso stanno in una maggiore presenza di durame con elevato contenuto di umidità (tale difetto viene definito "cuore bagnato") e nella presenza di "cipollatura", un difetto del legno che consiste in un maggior sfaldamento in corrispondenza degli anelli annuali di accrescimento.
Alcuni dati tecnici:
- Resistenza a compressione assiale = circa 35 N/mm²
- Resistenza a flessione = circa 70 N/mm²
- Modulo di elasticità = circa 14.000 N/mm²
- Peso specifico: allo stato fresco circa 920 kg/m³, dopo normale stagionatura circa 440 kg/m³

Il legno è molto utilizzato in Giappone per la costruzione di case antisismiche.

### Medicinale
Le gemme, che vengono raccolte in primavera, contengono un olio ed un glucoside, detto piceina, che le rende balsamiche, con proprietà sfiammanti, antireumatiche e diuretiche. Il decotto di gemme unito è molto utile per trattare problemi alle vie respiratorie per l'attività antisettica ed espettorante. Tale olio viene anche usato per aromatizzare prodotti da bagno e per massaggi tonificanti.
Le foglie, ricche di provitamina A, anticamente venivano utilizzate per curare malattie agli occhi. Dal legno e dalle foglie si ricava l'essenza di trementina, utilizzata in medicina e in veterinaria per strappi e contusioni grazie alle sue proprietà antisettiche e antireumatiche.

### Altri usi
- In passato, tra il XV e il XVIII secolo, la pianta veniva utilizzata, data la notevole altezza dei suoi fusti, come albero di maestra per le navi, mentre ancora oggi, soprattutto nell'Europa centrale, gli esemplari più giovani vengono utilizzati come alberi di Natale al posto del più usato abete rosso, in quanto i suoi aghi sono aromatici e resistenti, cadendo molto più tardi rispetto a quelli dell'abete rosso. Oggi, però, l'abete bianco è poco utilizzato come albero di Natale, è stato, infatti, in gran parte sostituito dall'abete del Caucaso (che ha un fogliame più denso e attraente), dall'abete rosso (più diffuso ed economico) e da altre specie.
- I frati Servi di Maria di Monte Senario (Firenze) producono un liquore con estratti di questa pianta chiamato "Gemma d'Abeto", ideato nel 1865 da fra Agostino Martini da Sant'Agata di Mugello, speziale del convento.
- I monaci di Camaldoli (AR) producono un liquore con estratti di questa pianta chiamato "Lacrima d'abeto".
- La corteccia dell'abete bianco contiene una resina, da cui si ricava la cosiddetta "Trementina di Strasburgo" o "di Alsazia", utilizzata soprattutto per le vernici.
- Ogni tre anni a Spelonga, in occasione della Festa Bella, si taglia un abete bianco e in tre giorni lo si trasporta a mano in paese per rievocare la Battaglia di Lepanto.
- I boschi di abete forniscono il miele di melata,[10] molto apprezzato nei paesi dell'Europa Centrale.

## Esigenze ecologiche
L'abete bianco predilige un clima di montagna: può sopportare temperature particolarmente basse (-25 °C), è molto resistente al vento e alle intemperie e tollera condizioni d'ombra (sciafilia).
È però sensibile a gelate tardive e per questo non scende nelle valli, dove tale fenomeno avviene più spesso.
Necessita di elevata piovosità (condizioni ottimali 1500–2000 mm/anno) e soprattutto umidità.
Cresce su terreni silicei freschi e profondi, è in grado di superare periodi di siccità, ma non ama il ristagno idrico che causa la marcescenza dell'apparato radicale.
Questa specie non forma mai in natura popolamenti puri ma si incontra sempre in boschi misti: questo è dovuto al fatto che le plantule non trovano un substrato adeguato nell'humus prodotti dalla decomposizione delle foglie degli abeti bianchi adulti per cui possono svilupparsi solo sotto esemplari arborei di altra specie.
Se coltivato al di sotto dei 500 metri, dove il clima è più mite, diviene meno resistente in quanto è costretto a prolungare il ciclo vegetativo a causa della stagione favorevole più duratura.
Ciò porta alla formazione di anelli di accrescimento più larghi e contenenti una maggiore quantità d'acqua, rendendolo di fatto più vulnerabile a rotture e attacchi di parassiti.

## Selvicoltura
Questa specie sulle Alpi non è in genere oggetto di impianti selvicolturali e non esistono, quindi, fustaie coetanee ma solo esemplari isolati o a chiazze in popolamenti naturali di faggio ed abete rosso. Il taglio effettuato è quindi del tipo saltuario. Diversa la situazione sull'Appennino, soprattutto toscano dove prevalgono fustaie coetanee di impianto trattate a taglio raso con rinnovazione artificiale. Questo tipo di trattamento è in via di abbandono e questi boschi stanno evolvendo in boschi misti.